# Honkanen (sjö)
Pitkävesi eller Honkanen är en sjö i Finland. Den ligger i kommunerna Kuhmois och Orivesi i landskapen Mellersta Finland och Birkaland, i den södra delen av landet, 160 km norr om huvudstaden Helsingfors. Pitkävesi ligger 106 meter över havet. Den är 25,38 meter djup. Arean är 6,45 kvadratkilometer och strandlinjen är 49,8 kilometer lång. Sjön  ingår i Kumo älvs huvudavrinningsområde.   I omgivningarna runt Pitkävesi växer i huvudsak barrskog. Den sträcker sig 9,2 kilometer i nord-sydlig riktning, och 5,6 kilometer i öst-västlig riktning.
I övrigt finns följande i Pitkävesi:
- Istunnaissaari (en ö)
- Salinsaari (en ö)
- Juurakkosaaret (en ö)
- Taavansaari (en ö)
- Lystäyssaari (en ö)
- Mäntysaari (en ö)
- Lammassaari (en ö)
- Honkasaari (en ö)
- Haapasaari (en ö)
- Aittosaari (en ö)